# Josef Vágner (zpěvák)
Josef Vágner (* 17. července 1990 Praha) je český zpěvák a herec. Josef je synem českého muzikanta Karla Vágnera, má dva bratry a tři sestry (z nich je Anna vlastní sestrou od matky řeckého původu, ostatní polorodí sourozenci po otci).

## Život
První šanci na české hudební scéně dostal od skladatele Karla Svobody, který mu svěřil roli malého Alberta v muzikálu Monte Cristo. Do svých dvaceti let zpíval již v šesti muzikálech, posledními byly Kleopatra a Dracula. Pěveckou průpravu získal u profesorky státní konzervatoře Lídy Nopové. Vágnerova první písnička byla irská balada s textem Eduarda Krečmara pod názvem Mně sílu dáš.
V prosinci 2007 Josef Vágner získal cenu Objev roku v anketě Český slavík. Na podzim roku 2008 vydal své první CD. Na něm se objevily i další úspěšné písně, např. Láska nebo přátelství, Vstáváš a další. Toto album se umístilo na druhém místě v anketě nejprodávanějších nosičů za rok 2008 „Deska roku“ v kategorii Objev roku. V roce 2009 se Josef dostal do první dvacítky nejlepších zpěváků v anketě Český slavík. Vystoupení Josefa Vágnera proběhla také mimo území České republiky, a to v Norsku, na Filipínách, v Moskvě, na ostrově Mauricius či na africkém kontinentě. V roce 2010 dokončil studium na gymnáziu English College.
Josef Vágner natočil duet s Jitkou Válkovou.  Jejich píseň Díky letu motýlů se stala velmi oblíbenou v českých rádiích.
V roce 2018 se oženil na Krétě s německou přítelkyni Marlene Straube.
V roce 2018 se mu narodila dcera Amélie a v roce 2021 dcera Jasmina.

## Diskografie
- 2008 Mně sílu dáš – Multisonic a.s, CD
- 2010 Vždycky stejně krásná – Multisonic a.s, CD

## Písně
Známé písně:
- Mně sílu dáš
- Díky letu motýlů s Jitkou Válkovou
- Nikdo nejsme dokonalej
- Hvězda Bílá
- Jen ty budeš dál mou laskou